# Ricardo García García

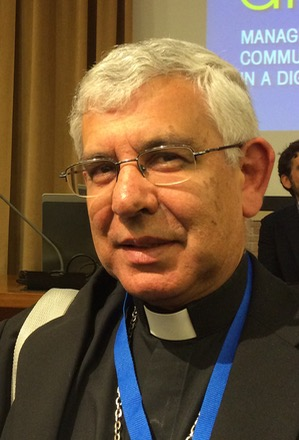
Ricardo García García

Ricardo García García (* 13. März 1955 in Lima) ist ein peruanischer Priester und Prälat von Yauyos.

## Leben
Ricardo García García trat der Personalprälatur Opus Dei bei und Johannes Paul II. weihte ihn am 12. Juni 1983 zum Priester. Der Papst ernannte ihn am 12. Oktober 2004 zum Prälaten der Territorialprälatur Yauyos.
Die Bischofsweihe spendete ihm der Erzbischof von Lima, Juan Luis Kardinal Cipriani Thorne, am 4. Dezember desselben Jahres; Mitkonsekratoren waren Rino Passigato, Apostolischer Nuntius in Peru, und Juan Antonio Ugarte Pérez, Erzbischof von Cuzco.